# Кубаткин (хутор)
Кубаткин — хутор в Суджанском районе Курской области. Входит в состав Казачелокнянского сельсовета.

## География
Хутор находится на реке Суджа, в 8,5 км от российско-украинской границы, в 84 км к юго-западу от Курска, в 7 км к северу от районного центра — города Суджа, в 1,5 км от центра сельсовета  — Казачья Локня.
Климат
Кубаткин, как и весь район, расположен в поясе умеренно континентального климата с тёплым летом и относительно тёплой зимой (Dfb в классификации Кёппена).
Часовой пояс
Хутор Кубаткин, как и вся Курская область, находится в часовой зоне МСК (московское время). Смещение применяемого времени относительно UTC составляет +3:00.

## Население
| 2002 | 2010 |
| ---- | ---- |
| 46   | ↘33  |

## Инфраструктура
Личное подсобное хозяйство. В хуторе 45 домов.

## Транспорт
Кубаткин находится в 0,5 км от автодороги регионального значения 38К-024 (Льгов — Суджа), на автодороге межмуниципального значения 38Н-454 (38К-024 — Кубаткин), в 6 км от ближайшей ж/д станции Суджа (линия Льгов I — Подкосылев). Остановка общественного транспорта.
В 115 км от аэропорта имени В. Г. Шухова (недалеко от Белгорода).